# Dicranomyia dravidiana
Dicranomyia dravidiana är en tvåvingeart som först beskrevs av Alexander 1951.  Dicranomyia dravidiana ingår i släktet Dicranomyia och familjen småharkrankar. Inga underarter finns listade i Catalogue of Life.